# Amityville (film)
Amityville – remake amerykańskiego filmu The Amityville Horror, powstałego w 1979 roku. Film oparto na powieści Jaya Ansona pod tym samym tytułem, nawiązującej do zbrodni, której w listopadzie 1974 roku dokonał Ronald DeFeo Jr. Światowa premiera filmu miała miejsce 7 kwietnia 2005 w Hollywood. W Polsce Amityville trafił do kin 22 lipca 2005. Film wyprodukowali twórcy nowych wersji Teksańskiej masakry piłą mechaniczną oraz Piątku, trzynastego.

## Obsada
- Ryan Reynolds – George Lutz
- Melissa George – Kathy Lutz
- Jesse James – Billy Lutz, 12-letni syn Kathy
- Jimmy Bennett – Michael Lutz, 7-letni syn Kathy
- Chloe Moretz – Chelsea Lutz, 6-letnia córka Kathy
- Rachel Nichols – Lisa, niania rodzin DeFeo i Lutz
- Philip Baker Hall – pastor Callaway, lokalny egzorcysta
- Isabel Conner – Jodie DeFeo, duch zamordowanej córki poprzedniej rodziny